# ロンドン市長 (シティ・オブ・ロンドン)
ロンドン市長（ロンドンしちょう、英: Lord Mayor of the City of London / Lord Mayor of London）は、イギリスの首都・ロンドンの中心地区であるシティ・オブ・ロンドンの首長。現在では名誉職的な色彩が強く、ロンドンにおける行政はシティを含めたグレーター・ロンドンの長である公選のロンドン市長（Mayor of London / London Mayor）が担う。
日本語への訳において特にグレーター・ロンドンの市長と区別する場合はロードメイヤーと呼ばれることがあり、この称号を直訳により市長卿（しちょうきょう）と表現した事例も散見される。

## 概要
ノルマン・コンクエスト以来、国王によって任命されてきたロンドンの最高行政責任者が、1192年のロンドンへの自治権付与とともに市長制度が発足した。初代市長にはヘンリー・フィッツアルウィン（英語: Henry Fitz-Ailwin de Londonestone）が選ばれて1212年の死去まで務めた。1215年にジョン王はロンドン市民に対し、国王の承認を受けることを前提に市民が毎年選挙によって市長を選出する権利を認めた。これ以後、市長の任期は1年と定められた。もっとも、市長の選出に参加できる市民の範疇については、全市民が選出に参加すべきとする人々と市の名士たちからなる長老参事会員（Alderman）が選出すべきとする人々が争った。その後、市民あるいは市長と国王の対立を理由として、1265年から1270年と1285年から1298年の2度にわたって市長職が停止されて、国王が任命する都市監察官（custos）が市政を掌握した。この間に、長老参事会員と王権は接近し、1273年には市長選出は長老参事会員の特権とされた。14世紀以後には、同業種組合（同職ギルド・Craft Guild）が市政の実権を掌握し、今日まで市長選出の主体となっている。なお、1319年には市長の任期は1年、再選は認めないこととされた。
1888年の地方行政法によって、カウンシルと呼ばれる地方議会が市政の実権を握るようになり、更に1963年のシティを包含した大ロンドン設置によってロンドン市長の職務は名誉職的なものとなった。それでも、世界経済の中心地の1つであるシティ・オブ・ロンドンの地位と権威と伝統を守る存在としてシティ内部における独自の警察権などを保持しており、ロンドン市民の間では重んじられている存在である。また、今日でもイギリス国王はシティ・オブ・ロンドンの域内に入る際には事前にロンドン市長の了承を得なければならないとされている。
ロンドン市長の選挙は古くから9月に行われるものとされてきたが、1959年以来ミカエル祭が開かれる毎年9月29日と定められており、ロンドン市庁舎ギルドホールの大広間にて行われている。有権者は26,000人からなるシティ同業種組合の会員である。被選挙権は長老参事会員でかつシェリフ（英語: Sheriffs of the City of London）経験者に限られている、グレゴリー・ジョーンズ氏は2024/25年からこの役職に就く資格がある。任期は同年の11月から翌年の10月末までの1年間となっている。11月の第2土曜日に新市長はギルドホールにて市民代表の忠誠宣言を受け、続いて王立裁判所にて正式な任命手続が取られ、国王の名代である首席裁判官に職務への忠誠を誓った後に「就任披露行列」に臨む。古くはテムズ川を船で周航したり、馬上から市民の祝福を受けていた例もあるが、今日では6頭立て馬車に乗って警護の槍兵及び銃兵や様々な山車を従えながら行進を行う。続いて2日後の月曜日にはギルドホールにて「就任披露宴」が開催されて、首相以下各界要人が招待されて新市長への祝福と退任する前市長への慰労が行われる。なお、要人が多数参集する貴重な機会であることから、酒宴後に首相が主催者である新市長の許可を得て施政演説を行う慣例が存在している。